# Saba'
Saba' (Regno di Saba) è la trentaquattresima Sura del Corano, una sura meccana composta da 54 versetti. Il nome della sura deriva dal popolo di Saba', menzionato nella narrazione di uno dei versetti, che descrive la loro prosperità e successiva rovina a causa della loro ingratitudine verso Allah. La sura si concentra sulla sovranità di Allah, l'incredulità umana, e le prove della resurrezione e del giudizio finale.

## Contenuto

### Introduzione e Potere di Allah
Versetti 1-9: La sura inizia con una lode ad Allah, il Signore dei cieli e della terra, che merita tutta l'adorazione e il ringraziamento. Viene sottolineato il potere di Allah nella creazione e nella risurrezione, con una critica verso coloro che dubitano della resurrezione e del giudizio.

### Storie dei Profeti e delle Nazioni
Versetti 10-21: Viene ricordata la storia di Davide e Salomone, entrambi profeti e re dotati di grande saggezza e potere, grazie ai doni di Allah. Si narra anche la storia del popolo di Saba', che viveva in prosperità fino a quando non si allontanarono dalla retta via, causando la loro rovina. Questi racconti servono come ammonimento per gli increduli.

### L'Incredulità e le Sue Conseguenze
Versetti 22-30: La sura critica l'idolatria e la falsa fede, sottolineando l'inutilità di adorare divinità diverse da Allah. Viene ribadito che nessuno ha potere oltre Allah e che tutti saranno chiamati a rendergli conto nel Giorno del Giudizio.

### Il Messaggio del Profeta Muhammad
Versetti 31-39: Si affrontano le accuse degli increduli che negano la missione del Profeta Muhammad, rifiutando la verità del Corano. Viene evidenziata la loro ingratitudine e il loro destino di perdizione, mentre i credenti vengono esortati a perseverare nella fede.

### La Saggezza della Creazione
Versetti 40-54: La sura conclude con una riflessione sulla saggezza e la giustizia di Allah nella creazione e nel giudizio. Si afferma che ogni anima sarà giudicata secondo le sue azioni e che la verità del Corano è indiscutibile.

## Analisi
La Sura Saba' è significativa per la sua enfasi sulla sovranità e il potere di Allah, ribadendo la certezza della resurrezione e del giudizio finale. Le storie di Davide, Salomone e del popolo di Saba' servono a illustrare le conseguenze dell'ingratitudine e dell'incredulità, offrendo lezioni preziose per i credenti.
La critica all'idolatria e la difesa del messaggio del Profeta Muhammad sottolineano l'importanza di una fede sincera e dell'adorazione esclusiva di Allah. La sura invita i credenti a riflettere sulla saggezza della creazione e sulla giustizia divina, incoraggiandoli a perseverare nella fede e nella retta via.
In sintesi, la Sura Saba' offre una visione completa della sovranità divina, delle prove della fede e delle conseguenze dell'incredulità, fungendo da guida e ammonimento per i credenti nel loro cammino spirituale.